# Sittin' In With Records
Sittin' In With Records est une label discographique indépendant américain de jazz, actif entre 1948 et 1953.

## Histoire
Sittin' In With est créé à New York en 1948 par Morty et Bob Shad. Le label, bien qu’installé à New York enregistre des artistes de blues et de rhythm and blues du Sud des États-Unis, notamment du Texas.
Le label bien qu'ayant eu peu de succès, témoigne de l'évolution du blues texan à la fin des années 1940 vers un son plus électrique, et des prémices de ce qui deviendra le rock 'n' roll.

## Groupes et artistes
Les principaux artistes du label sont : Lightnin' Hopkins, Smokey Hogg, Peppermint Harris, Arbee Stidham, Joe « Papoose » Fritz, Julian Dash, L. C. Williams, Ray Charles, et Stan Getz.